# (4612) Greenstein
(4612) Greenstein – planetoida z pasa głównego asteroid okrążająca Słońce w ciągu 4 lat i 32 dni w średniej odległości 2,55 j.a. Została odkryta 2 maja 1989 roku w Obserwatorium Palomar przez Eleanor Helin. Nazwa planetoidy pochodzi od Jessego Greensteina (1909-2002), amerykańskiego astronoma. Przed jej nadaniem plantoida nosiła oznaczenie tymczasowe (4612) 1989 JG.